# 오희옥
오희옥(吳姬玉, 1926년 5월 7일 ~ 2024년 11월 17일)은 대한민국의 독립운동가로, 대한민국 정부가 인정한 마지막 생존 여성 독립운동가였다. 3대가 독립운동을 하였으며 한국 광복군과 한국독립당의 일원이었다. 독립운동의 공로를 인정받아 1990년 건국훈장 애족장을 수여받았으며, 2024년 향년 98세를 일기로 사망하였다.

## 생애 및 활동
오희옥의 조부 오인수(吳寅秀)는 의병이었으며, 1905년 을사조약 당시 경기도 용인시 인근에서 300여명의 의병을 이끌고 항일 투쟁을 하다가 일제에 의해 수감되었다. 이후 7개월간 고문을 받고 서대문형무소에서 6년간 옥살이를 했다. 오인수의 아들 오성묵(吳性默)은 17세가 되던 1915년에 독립 운동을 하기 위해 압록강을 건넜다. 그리고 광복 조선을 바란다는 뜻의 '광선(光鮮)'으로 이름을 개명하고 신흥무관학교에 들어가서 수석으로 졸업한다.
오희옥은 1926년 중화민국 지린성 에무현에서 독립군 오광선과 정현숙의 차녀로 태어났다. 오광선 장군의 서로군정서 본부는 일제 토벌군을 피해 1920년부터 에무현(액목현, 額穆縣)에 주둔하고 있었다. 정현숙은 하루에 12가마씩 밥을 지어서 독립군들에게 먹였다.
어린 시절부터 가족 전체가 지청천, 김구 등 독립운동가과 가깝게 지냈으며, 일본군의 감시망을 피해 계속 이동하며 생활했다. 1931년 만주사변과 1937년 중일전쟁 등 일본의 중국 침략이 거세지면서 김구, 이시영 등 대한민국임시정부 요인 및 다른 독립군 가족들과 함께 만주를 떠나 베이징, 난징, 류저우 등을 거치며 옮겨다녔다. 중경 근처의 청화중학교를 다니던 시절에는 중고생 체육 대회에 출전하여 수영에서 3등을 수상하자 임시정부 요인들의 칭찬을 받기도 했다.
1936년에는 김구의 지시로 베이징에 파견되어 첩보 활동을 하던 부친 오광선이 일제에 체포된다. 오광선은 신의주 감옥에서 2년간 복역하던 중 쓰러져 사망한 것으로 오인되어 밖으로 버려졌으나, 의식을 회복해 구사일생으로 살아났다. 그러나 곧바로 만주의 독립군에 합류하면서 오희옥 등 가족과는 해방 때까지 재회하지 못하였다. 그러는 동안 안중근의 형 안공근이 오희옥 가족의 생활비를 대 주기도 했다.
13세였던 1939년 4월에는 언니 오희영과 함께 한국광복진선청년공작대(韓國光復陣線靑年工作隊)에 입대했다. 청년공작대 전체 대원 34명 중 11명이 10대부터 30대에 이르는 여성 대원이었다. 오희옥은 청년공작대에서 연극, 가두선전 등으로 독립운동 기금을 모았다. 또한 성인에 비해 일본군의 의심을 덜 받는 10대 소녀의 신분을 이용하여 광복군에게 쪽지나 편지 등 밀서를 직접 전달하기도 했으며, 일본군 동향 수집, 공작원 모집 등을 했다.
1941년 1월에는 한국광복군 제5지대로 편입되었다. 이후 한국독립당 당원으로 활동하면서 항일 활동을 지속했다.  임시정부 선전부에서 일하던 1945년에는 해방을 맞이했지만 곧바로 국내로 환국할 수 없었다. 임시정부 요인과 가족들과 함께 오희옥은 일본을 거쳐 1946년에 인천항에 들어왔다.
이후 서울의 진명여고에 편입하여 졸업하였고, 한국전쟁 중이던 1953년에는 초등학교 교사시험에 합격하여 원삼초등학교에서 교사 생활을 시작했다. 31세에는 동료 교사 김창득과 결혼하였으며, 초등학교 교사로 38년간 근무하다가 1989년에 정년 퇴임하였다. 이후 오희옥은 독립운동 유공자에게 제공되는 수원의 영구임대아파트에서 생활하면서 독립운동기념사업회 등을 도와 일했다.
1990년 대한민국정부는 오희옥에게 건국훈장 애족장을 수여했다. 2017년 광복절 기념식에서는 ‘광복군의 애국가’를 부르기도 했다.
2018년에는 뇌경색으로 쓰러졌으며, 이후 서울의 강동구 둔촌동 중앙보훈병원 등에서 재활 치료를 받으며 지내다가 2024년 98세의 나이로 별세했다.

## 저서
- 오희옥, 강지예 (2017년 8월 15일). 《(평범한 위인전) 여성독립운동가 오희옥을 담다》. ST·END BOOK.